# 西藏军区大院
西藏军区大院位于中国西藏自治区拉萨市江苏路上的军区大院，其地在仙足岛以北，西藏自治区人民政府和太阳岛以东，是西藏军区司令部等单位的所在地。

## 建筑
- 西藏军区大门：位于拉萨市江苏路上
- 原西藏军区大门：是1960年代拉萨的优秀代表性建筑。
- 西藏军区礼堂：1959年西藏事件中的重要地点。是西藏军区政治部文工团的演出场所。
- 西藏军区军史馆：位于江苏路与朵森格路交汇处。2011年完工，年底对外开放。该馆于1998年在1950年代所建的西藏军区俱乐部基础上建成，1999年开馆，原位于军区礼堂内，2011年建立新馆。[1]

## 大院外的其他西藏军区建筑
- 拉萨和长大厦：原名“西藏国防大厦”，位于拉萨市朵森格南路，是西藏自治区人民政府和西藏军区共同投资兴建的综合性宾馆，2006年开业。
- 中国人民解放军西藏军区总医院：位于拉萨市娘热路
- 西藏军区拉萨八一学校：位于拉萨市鲁定中路9号
- 西藏军区八一农场：位于拉萨市金珠中路
- 西藏军区达孜农场：位于拉萨市达孜县